# 黄帝陵 (黄陵县)
黃帝陵或称黄陵，曾称桥陵，位于陕西省黄陵县城北，是全国数座黄帝陵之一。号称“天下第一陵”。
相傳黃帝得道升天，故此陵墓為衣冠塚。《史记》称黄帝葬于橋山:17。唐大历五年（770年）建庙祀典以来，为历代帝王和著名人士祭祀黄帝的场所。1961年，国务院公布为第一批全国重点文物保护单位，编为“古墓葬第一号”。历朝历代均有修缮，最近一次是1993年，为此成立了黄帝陵基金会以筹措资金，工程分二期实施，第一期工程2001年8月竣工。清明节时，陕西省人民政府在此举行清明公祭轩辕黄帝典礼。黄帝陵祭典被列入第一批国家级非物质文化遗产。

## 景区

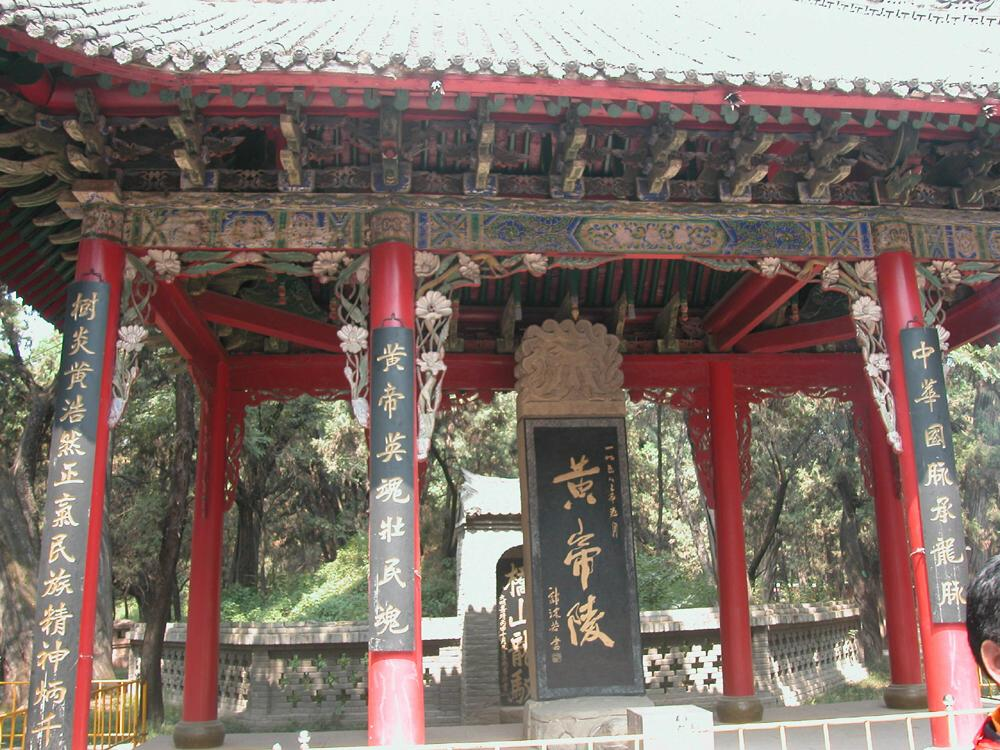
陵墓和祭亭

黄帝陵景区面积333公顷，有古柏超过六万余株，千年以上古柏三万余株，为中国境内保存最完善的古柏群。陵墓区和轩辕庙两部分。

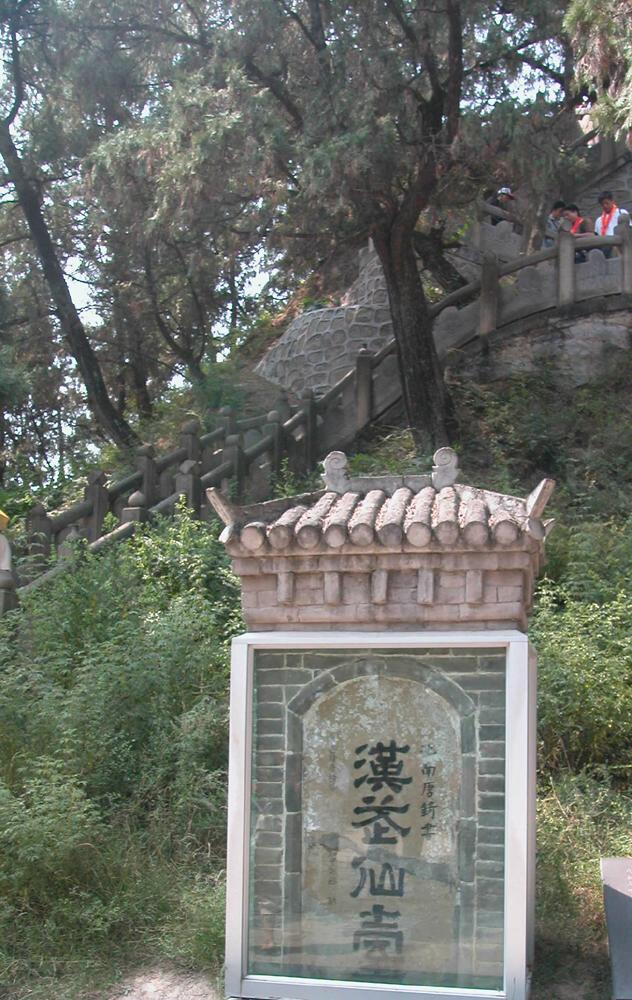
汉武仙台

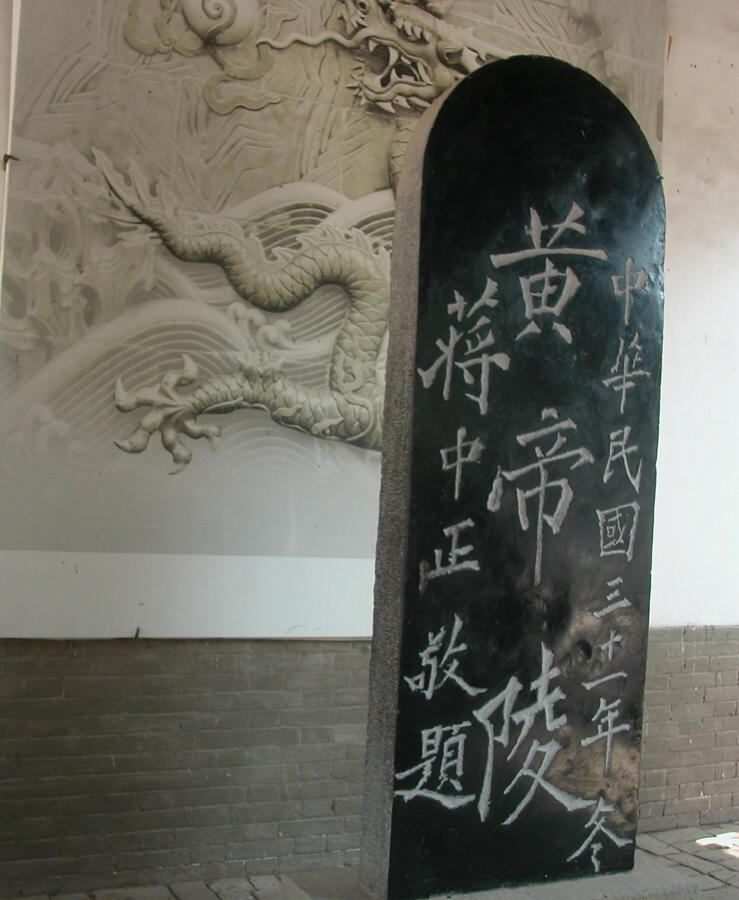
蒋介石题字

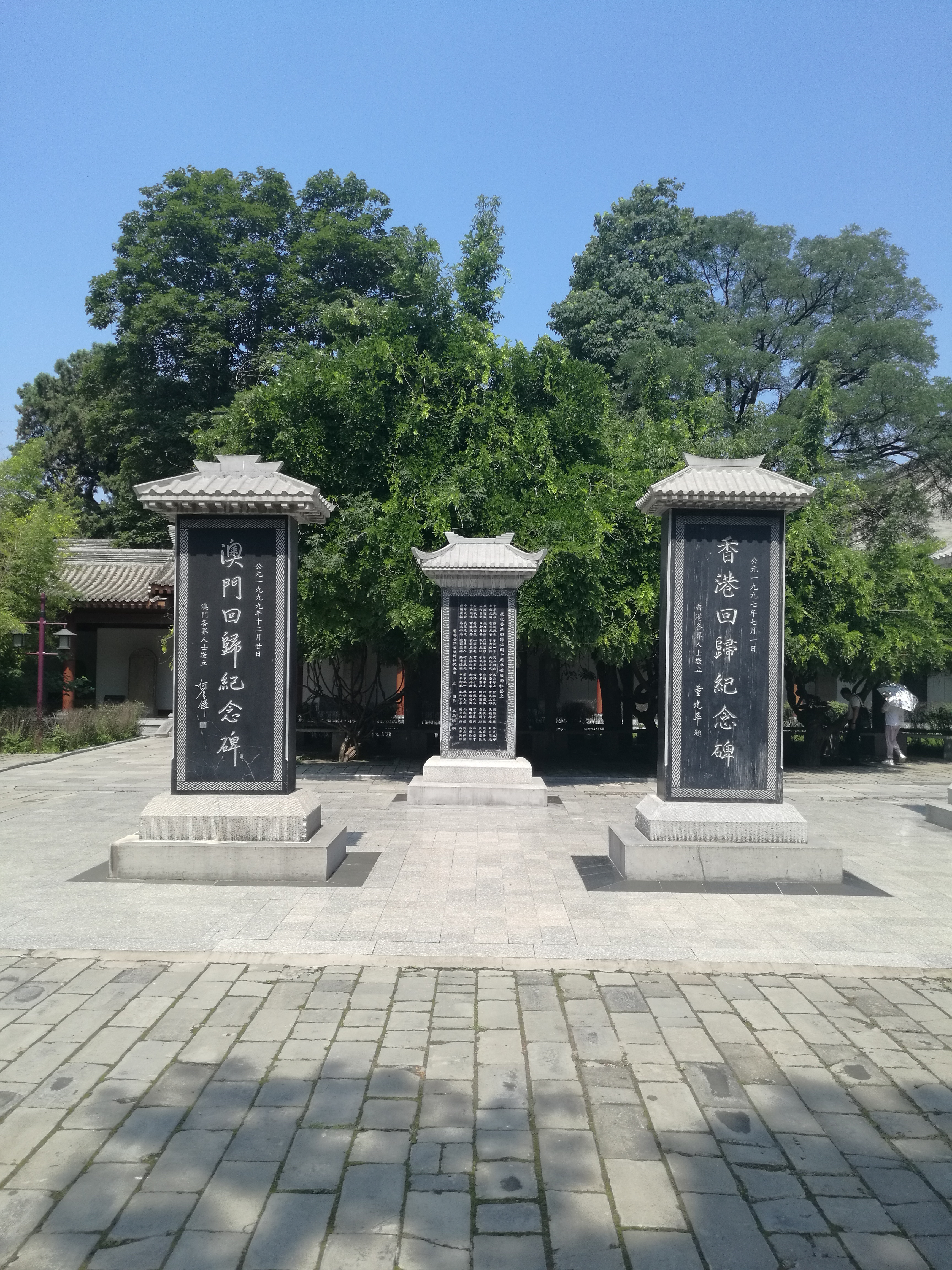
香港、澳门回归纪念碑

陵墓区：通往陵区的石道边树有“下马石”，上书“文武官员至此下马”；靠近陵区有“汉武仙台”，传说汉武帝北征匈奴归来时祭祀黄陵所筑；帝陵现高3.6米，周长48米，有砖墙围护。南面立明代“桥山龙驭”石碑一通。陵区东侧碑廊珍藏历代帝王御制祭文碑57通，陵区西侧立有香港回归纪念碑和澳门回归纪念碑；“人文初祖大殿”系供奉黄帝的正殿，“人文初祖”匾额为爱国将领程潜所题。内有墨玉刻制的黄帝浮雕像，设有神龛，神龛四周饰以青龙、白虎、朱雀和玄武四灵；纪念亭内陈列有中国近现代领袖人物孙中山、蒋中正、毛泽东、邓小平题词；墓前有祭祀亭，用于前来拜祭人祭祀之处，祭亭中立有石碑，上有“黄帝陵”三个字，原为蒋中正于抗日战争期间题写，1956年铲除，1963年修复时换为郭沫若题写。
轩辕庙：由轩辕庙和祭祀大殿二部分，均为1993年以后新修缮的建筑，占地约8000平方米，整个建筑为全麻石结构，气势恢宏。

## 历代祭祀和修缮
历代帝王祭黄陵，大多派身边亲信大臣，带着皇帝亲笔写的“御制祝文”。
- 传说秦始皇在统一六国之后于始皇二十七年（前220年）自己手捧供品，身带佩剑，走向“黄帝祠”默默祈祷。
- 前110年：元封元年十月汉武帝率十八万大军，在上郡阳周县祭黄陵。王莽派遣“骑都尉嚣等，分治黄帝园，位于上郡桥畤”。阳周县所在有争议，有说在今陕西省靖边县境内[2]:17—18，26，28—29。
- 唐朝大曆年间，坊州官员上奏，坊州有黄帝陵阙，列入官方祭典。此后历代相沿[2]:28—29。[1]
- 1040年～1043年：宋仁宗庆历年间，范仲淹三次祭黄陵。
- 1061年：北宋嘉祐六年，宋仁宗降旨黄陵栽柏树。
- 1325年：元朝泰定二年，元泰定帝也孙铁木儿颁发保护黄帝陵庙圣旨。
- 1371年：明朝洪武四年，明太祖遣中书管勾甘祭黄陵。之后多次遣人祭祀。
- 1651年：清世祖顺治八年开始及其之后多次遣人祭祀。

### 中華民國
1908年同盟会。1911年辛亥革命以后，国民政府、中国国民党中央执监委员会、中国国民党中央党部、陝西省政府多次祭祀；孙中山、蒋中正等多次作祭文遣人参与祭祀。
1935年開始，中華民國政府每年會舉行中樞遙祭黃帝陵典禮。1937年清明节，毛泽东遣林伯渠祭祀。国共两党参与的祭祀黄帝陵活动成为凝聚民族力量的象征。1942年，重修黄帝陵庙时，为与唐橋陵区分，改称黄帝陵。1949年國民政府遷台後，中華民國政府持續中樞遙祭黃帝陵典禮，直到2017年由於政治因素結束。

### 中華人民共和國
1955年-1963年，陕西地方政府主持祭拜黄帝活动，1961年黄帝陵被列为第一批全国重点文物保护单位，编为“古墓葬第一号”。1964年到1979年，公祭活动中断十六年。其中，文化大革命期间（1966-1976年），黄帝陵一度无人管护，造反派错误地把“黄帝”当成“皇帝”进行批判，对陵庙建筑进行破坏，同时将山陵作为武斗据点，在山上修工事、陵区埋死人，黄帝陵成乱葬岗；文革期间，黄帝陵周边的古柏亦遭到偷砍滥伐。1976年文革结束后，文物管理委员会成立，陕西省革命委员会文化局拨款6000元人民币修缮山顶祭厅、黄帝庙大殿和围墙三个项目，并对陵园枯树进行了清理。1978年，文物管理委员会改称文物管理所、简称文管所，地址仍设在轩辕庙院内。
改革开放后，1980年，公祭轩辕黄帝活动重启。1994年以来，有党和国家领导人出席黄帝陵祭典。2006年，黄帝陵祭典活动被列入了第一批国家级非物质文化遗产名录。清明公祭轩辕黄帝典礼由陕西省人民政府主办。如在2016年（丙申年），即由中国国务院台湾事务办公室、国务院侨务办公室和陕西省人民政府联合承办，以“慎终追远、传承文明”为主旨。

## 外部連結
- 公祭轩辕黄帝网